# ビシアニン β-グルコシダーゼ
ビシアニン β-グルコシダーゼ(Vicianin beta-glucosidase、EC 3.2.1.119)は、以下の化学反応を触媒する酵素である。
(R)-ビシアニン + 水{\displaystyle \rightleftharpoons }マンデロニトリル + ビシアノース
従って、この酵素の基質は(R)-ビシアニンと水の2つ、生成物はマンデロニトリルとビシアノースの2つである。
この酵素は加水分解酵素、特にO-及びS-グリコシル化合物加水分解酵素に分類される。系統名は、(R)-ビシアニシン β-D-グルコヒドロラーゼ((R)-vicianin beta-D-glucohydrolase)である。その他、vicianin hydrolase等とも呼ばれる。